# Tale e quale show (ottava edizione)
L'ottava edizione di Tale e quale show è andata in onda dal 14 settembre al 26 ottobre 2018 ogni venerdì in prima serata su Rai 1 per un totale di sette puntate, seguite da altre quattro della settima edizione del torneo, nella quale si sono sfidati i quattro migliori concorrenti uomini e le tre migliori concorrenti donne di quest'edizione insieme al secondo e al terzo classificato della categoria Uomini  e alle prime tre classificate della categoria Donne dell'edizione precedente.
In questa ottava edizione rimane in giuria Loretta Goggi, mentre Enrico Montesano e Christian De Sica sono sostituiti da Giorgio Panariello e Vincenzo Salemme. Inoltre, come di tradizione, la giuria è spesso affiancata da un quarto giudice a rotazione, il quale stila anch'esso una classifica a fine puntata, così come gli altri membri.
A differenza delle precedenti edizioni, non sono presenti né Gabriele Cirilli, il quale ha lasciato il programma per mancanza di idee da parte degli autori, né il vocal coach Silvio Pozzoli, il quale viene sostituito da Matteo Becucci, già concorrente della quarta edizione del programma.
Questa edizione è dedicata a Fabrizio Frizzi, concorrente della terza edizione del programma, scomparso il 26 marzo 2018.
L'edizione è stata vinta da Antonio Mezzancella, si classifica al secondo posto Alessandra Drusian, segue al terzo posto Roberta Bonanno.

## Cast

### Concorrenti

#### Uomini
- Massimo Di Cataldo
- Raimondo Todaro
- Mario Ermito
- Giovanni Vernia
- Antonio Mezzancella
- Andrea Agresti

#### Donne
- Alessandra Drusian
- Antonella Elia
- Vladimir Luxuria
- Roberta Bonanno
- Guendalina Tavassi
- Matilde Brandi

### Giudici
La giuria è composta da:
- Loretta Goggi
- Giorgio Panariello
- Vincenzo Salemme

#### Quarto giudice
Anche in questa edizione la giuria in alcune puntate viene spesso affiancata dalla presenza di un quarto giudice a rotazione, che partecipa al voto delle esibizioni e stila una propria classifica. Nella tabella sottostante sono riportati i personaggi che hanno ricoperto di volta in volta il suddetto ruolo.
| Puntata | Messa in onda     | Quarto giudice              |
| 1       | 14 settembre 2018 | -                           |
| 2       | 21 settembre 2018 | Mara Venier                 |
| 3       | 28 settembre 2018 | -                           |
| 4       | 5 ottobre 2018    | -                           |
| 5       | 12 ottobre 2018   | Antonella Clerici           |
| 6       | 19 ottobre 2018   | Milly Carlucci              |
| 7       | 26 ottobre 2018   | Nino Frassica e Lucia Ocone |

### Coach
Coach dei concorrenti sono:
- Matteo Becucci: vocal coach
- Daniela Loi: vocal coach
- Pinuccio Pirazzoli: direttore d'orchestra
- Maria Grazia Fontana: vocal coach
- Emanuela Aureli: imitatrice
- Fabrizio Mainini: coreografo

## Puntate

### Prima puntata
La prima puntata è andata in onda il 14 settembre 2018 ed è stata vinta da Vladimir Luxuria che ha interpretato Ghali in Cara Italia.
| Ordine | Canzone e cantante imitato                  | Concorrente         | Punteggio | Panariello | Goggi | Salemme | Concorrenti |
| ------ | ------------------------------------------- | ------------------- | --------- | ---------- | ----- | ------- | ----------- |
| 4      | Cara Italia - Ghali                         | Vladimir Luxuria    | 52        | 7          | 14    | 11      | 20          |
| 5      | Heart of Glass - Blondie                    | Alessandra Drusian  | 48        | 12         | 15    | 16      | 5           |
| 7      | Vietato morire - Ermal Meta                 | Antonio Mezzancella | 47        | 16         | 16    | 15      | -           |
| 11     | Tu sei l'unica donna per me - Alan Sorrenti | Massimo Di Cataldo  | 40        | 14         | 12    | 14      | -           |
| 2      | Amami - Emma Marrone                        | Roberta Bonanno     | 39        | 13         | 13    | 13      | -           |
| 12     | Bailando - Enrique Iglesias                 | Mario Ermito        | 33        | 10         | 11    | 12      | -           |
| 1      | Una grande festa - Luca Carboni             | Giovanni Vernia     | 33        | 9          | 8     | 6       | 10          |
| 10     | It's Raining Men - Geri Halliwell           | Matilde Brandi      | 32        | 8          | 10    | 9       | 5           |
| 6      | Amore e capoeira - Giusy Ferreri            | Guendalina Tavassi  | 32        | 11         | 9     | 7       | 5           |
| 3      | Singin' in the Rain - Gene Kelly            | Raimondo Todaro     | 30        | 15         | 7     | 8       | -           |
| 9      | Gloria - Umberto Tozzi                      | Andrea Agresti      | 27        | 6          | 6     | 10      | 5           |
| 8      | Material Girl - Madonna                     | Antonella Elia      | 25        | 5          | 5     | 5       | 10          |

### Seconda puntata
La seconda puntata è andata in onda il 21 settembre 2018 ed è stata vinta da Roberta Bonanno che ha interpretato Aretha Franklin in (You Make Me Feel Like) A Natural Woman.
| Ordine | Canzone e cantante imitato                                | Concorrente         | Punteggio | Panariello | Goggi | Salemme | Venier | Concorrenti |
| ------ | --------------------------------------------------------- | ------------------- | --------- | ---------- | ----- | ------- | ------ | ----------- |
| 8      | (You Make Me Feel Like) A Natural Woman - Aretha Franklin | Roberta Bonanno     | 89        | 16         | 16    | 16      | 16     | 25          |
| 11     | Un'emozione da poco - Anna Oxa                            | Alessandra Drusian  | 61        | 14         | 12    | 15      | 15     | 5           |
| 4      | Riccione - Thegiornalisti                                 | Mario Ermito        | 57        | 13         | 15    | 11      | 13     | 5           |
| 9      | Ragazza magica - Jovanotti                                | Giovanni Vernia     | 55        | 15         | 14    | 12      | 14     | -           |
| 10     | Ramaya - Afric Simone                                     | Andrea Agresti      | 47        | 12         | 11    | 14      | 10     | -           |
| 2      | Se telefonando Nek                                        | Antonio Mezzancella | 46        | 11         | 13    | 13      | 9      | -           |
| 1      | Buonasera, buonasera - Sylvie Vartan                      | Matilde Brandi      | 44        | 9          | 9     | 10      | 11     | 5           |
| 3      | Slave to the Rhytm - Grace Jones                          | Vladimir Luxuria    | 41        | 10         | 10    | 9       | 12     | -           |
| 5      | La mia libertà - Franco Califano                          | Massimo Di Cataldo  | 38        | 6          | 8     | 7       | 7      | 10          |
| 6      | Let's Get Loud - Jennifer Lopez                           | Guendalina Tavassi  | 36        | 8          | 7     | 8       | 8      | 5           |
| 7      | Mi sono innamorato di tuo marito - Cristiano Malgioglio   | Antonella Elia      | 25        | 7          | 6     | 6       | 6      | -           |
| 12     | Moondance - Michael Bublé                                 | Raimondo Todaro     | 25        | 5          | 5     | 5       | 5      | 5           |

- Quarto giudice: Mara Venier

### Terza puntata
La terza puntata è andata in onda il 28 settembre 2018 ed è stata vinta da Antonio Mezzancella che ha interpretato Claudio Baglioni in Strada facendo.
| Ordine | Canzone e cantante imitato                    | Concorrente         | Punteggio | Panariello | Goggi | Salemme | Concorrenti |
| ------ | --------------------------------------------- | ------------------- | --------- | ---------- | ----- | ------- | ----------- |
| 6      | Strada facendo - Claudio Baglioni             | Antonio Mezzancella | 67        | 16         | 16    | 15      | 20          |
| 10     | My Heart Will Go On - Céline Dion             | Alessandra Drusian  | 66        | 15         | 15    | 16      | 20          |
| 3      | Mille giorni di te e di me - Claudio Baglioni | Giovanni Vernia     | 45        | 14         | 12    | 14      | 5           |
| 2      | Vuoto a perdere - Noemi                       | Roberta Bonanno     | 38        | 12         | 14    | 12      | -           |
| 9      | Occhi neri occhi neri - Mal                   | Andrea Agresti      | 37        | 13         | 11    | 13      | -           |
| 7      | Alexander Platz - Milva                       | Vladimir Luxuria    | 33        | 11         | 13    | 9       | -           |
| 1      | Chissà se va - Raffaella Carrà                | Antonella Elia      | 30        | 9          | 8     | 8       | 5           |
| 11     | Oggi sono io - Alex Britti                    | Mario Ermito        | 29        | 10         | 9     | 10      | -           |
| 5      | Light My Fire - The Doors                     | Massimo Di Cataldo  | 28        | 7          | 10    | 11      | -           |
| 12     | Bad Romance - Lady Gaga                       | Matilde Brandi      | 25        | 6          | 7     | 7       | 5           |
| 4      | Da zero a cento - Baby K                      | Guendalina Tavassi  | 20        | 8          | 6     | 6       | -           |
| 8      | Livin' la Vida Loca - Ricky Martin            | Raimondo Todaro     | 20        | 5          | 5     | 5       | 5           |

- Ospiti: Mal

### Quarta puntata
La quarta puntata è andata in onda il 5 ottobre 2018 ed è stata vinta da Roberta Bonanno che ha interpretato Katy Perry in Firework.
| Ordine | Canzone e cantante imitato                  | Concorrente         | Punteggio | Panariello | Goggi | Salemme | Concorrenti |
| ------ | ------------------------------------------- | ------------------- | --------- | ---------- | ----- | ------- | ----------- |
| 4      | Firework - Katy Perry                       | Roberta Bonanno     | 57        | 15         | 16    | 16      | 10          |
| 3      | Mi vendo - Renato Zero                      | Vladimir Luxuria    | 46        | 11         | 11    | 14      | 10          |
| 6      | (I Can't Get No) Satisfaction - Mick Jagger | Giovanni Vernia     | 45        | 16         | 14    | 10      | 5           |
| 7      | Sbirulino - Sandra Mondaini                 | Antonella Elia      | 44        | 12         | 9     | 13      | 10          |
| 11     | Rocking Rolling - Scialpi                   | Mario Ermito        | 42        | 14         | 15    | 8       | 5           |
| 8      | Can't Stop the Feeling! - Justin Timberlake | Antonio Mezzancella | 38        | 10         | 13    | 15      | -           |
| 1      | La fisarmonica - Gianni Morandi             | Massimo Di Cataldo  | 35        | 9          | 10    | 11      | 5           |
| 5      | Come ti vorrei - Iva Zanicchi               | Alessandra Drusian  | 33        | 13         | 8     | 12      | -           |
| 2      | Una vita in vacanza - Lo Stato Sociale      | Andrea Agresti      | 28        | 7          | 12    | 9       | -           |
| 9      | Stasera mi butto - Rocky Roberts            | Raimondo Todaro     | 25        | 8          | 6     | 6       | 5           |
| 10     | Torn - Natalie Imbruglia                    | Matilde Brandi      | 23        | 6          | 7     | 5       | 5           |
| 12     | Strong Enough - Cher                        | Guendalina Tavassi  | 22        | 5          | 5     | 7       | 5           |

### Quinta puntata
La quinta puntata è andata in onda il 12 ottobre 2018 ed è stata vinta da Antonio Mezzancella che ha interpretato Eros Ramazzotti in Un angelo disteso al sole.
| Ordine | Canzone e cantante imitato                  | Concorrente         | Punteggio | Panariello | Goggi | Salemme | Clerici | Concorrenti |
| ------ | ------------------------------------------- | ------------------- | --------- | ---------- | ----- | ------- | ------- | ----------- |
| 3      | Un angelo disteso al sole - Eros Ramazzotti | Antonio Mezzancella | 76        | 15         | 14    | 16      | 16      | 15          |
| 8      | Perfect - Ed Sheeran                        | Massimo Di Cataldo  | 72        | 16         | 16    | 15      | 15      | 10          |
| 11     | Questa è la mia vita - Ligabue              | Mario Ermito        | 57        | 13         | 15    | 12      | 12      | 5           |
| 12     | Someone Like You - Adele                    | Alessandra Drusian  | 53        | 14         | 12    | 14      | 13      | -           |
| 5      | The Wild Boys - Simon Le Bon                | Andrea Agresti      | 51        | 9          | 10    | 9       | 8       | 15          |
| 6      | Pronto a correre - Marco Mengoni            | Giovanni Vernia     | 51        | 11         | 13    | 13      | 14      | -           |
| 4      | Stupida - Alessandra Amoroso                | Roberta Bonanno     | 42        | 10         | 11    | 10      | 11      | -           |
| 9      | Ciao amore, ciao - Dalida                   | Vladimir Luxuria    | 42        | 12         | 9     | 11      | 10      | -           |
| 2      | Non ti dico no - Loredana Bertè             | Guendalina Tavassi  | 38        | 8          | 5     | 5       | 5       | 15          |
| 1      | Sincerità - Arisa                           | Antonella Elia      | 31        | 7          | 7     | 8       | 9       | -           |
| 7      | Comprami - Viola Valentino                  | Matilde Brandi      | 26        | 6          | 8     | 6       | 6       | -           |
| 10     | Greased Lightnin' - John Travolta           | Raimondo Todaro     | 25        | 5          | 6     | 7       | 7       | -           |

- Quarto giudice: Antonella Clerici

### Sesta puntata
La sesta puntata è andata in onda il 19 ottobre 2018 è stata vinta da Vladimir Luxuria che ha interpretato Ivan Cattaneo in Una zebra a pois.
| Ordine | Canzone e cantante imitato                  | Concorrente         | Punteggio | Panariello | Goggi | Salemme | Carlucci | Concorrenti |
| ------ | ------------------------------------------- | ------------------- | --------- | ---------- | ----- | ------- | -------- | ----------- |
| 7      | Una zebra a pois - Ivan Cattaneo            | Vladimir Luxuria    | 64        | 12         | 16    | 16      | 15       | 5           |
| 9      | Ora esisti solo tu - Bianca Atzei           | Guendalina Tavassi  | 63        | 13         | 11    | 10      | 14       | 15          |
| 11     | L'isola che non c'è - Edoardo Bennato       | Antonio Mezzancella | 60        | 14         | 15    | 15      | 16       | -           |
| 2      | Andiamo a comandare - Fabio Rovazzi         | Massimo Di Cataldo  | 58        | 6          | 12    | 7       | 13       | 20          |
| 3      | Why - Annie Lennox                          | Alessandra Drusian  | 57        | 16         | 14    | 13      | 9        | 5           |
| 5      | The Best - Tina Turner                      | Roberta Bonanno     | 49        | 15         | 13    | 11      | 10       | -           |
| 1      | Fiore di maggio - Fabio Concato             | Raimondo Todaro     | 48        | 9          | 8     | 14      | 12       | 5           |
| 12     | Pride (In the Name of Love) - U2            | Giovanni Vernia     | 47        | 10         | 9     | 12      | 11       | 5           |
| 4      | Nessuno mi può giudicare - Caterina Caselli | Andrea Agresti      | 36        | 11         | 5     | 8       | 7        | 5           |
| 6      | Se tu non torni - Miguel Bosé               | Mario Ermito        | 32        | 5          | 10    | 9       | 8        | -           |
| 10     | Viva la pappa col pomodoro - Rita Pavone    | Antonella Elia      | 26        | 7          | 7     | 6       | 6        | -           |
| 8      | True Colors - Cyndi Lauper                  | Matilde Brandi      | 24        | 8          | 6     | 5       | 5        | -           |

- Quarto giudice: Milly Carlucci

### Settima puntata
La settima puntata è andata in onda il 26 ottobre 2018 ed è stata vinta da Antonella Elia che ha interpretato Jessica Rabbit in Why Don't You Do Right?. Quest'ultima puntata ha inoltre decretato Antonio Mezzancella campione dell'edizione.
| Ordine | Canzone e cantante imitato               | Concorrente         | Punteggio | Panariello | Goggi | Salemme | Frassica e Ocone | Concorrenti |
| ------ | ---------------------------------------- | ------------------- | --------- | ---------- | ----- | ------- | ---------------- | ----------- |
| 7      | Why Don't You Do Right? - Jessica Rabbit | Antonella Elia      | 72        | 14         | 16    | 16      | 16               | 10          |
| 10     | Vivendo adesso - Francesco Renga         | Antonio Mezzancella | 58        | 15         | 15    | 15      | 13               | -           |
| 3      | You Give Love a Bad Name - Jon Bon Jovi  | Andrea Agresti      | 58        | 7          | 14    | 13      | 9                | 15          |
| 2      | Volami nel cuore - Mina                  | Roberta Bonanno     | 51        | 16         | 10    | 10      | 10               | 5           |
| 8      | Io amo - Fausto Leali                    | Mario Ermito        | 50        | 10         | 13    | 8       | 14               | 5           |
| 5      | Grande grande grande - Mina              | Alessandra Drusian  | 49        | 13         | 9     | 11      | 11               | 5           |
| 4      | Ma la notte no - Renzo Arbore            | Giovanni Vernia     | 48        | 12         | 12    | 9       | 15               | -           |
| 6      | Da Ya Think I'm Sexy? - Rod Stewart      | Raimondo Todaro     | 46        | 9          | 8     | 12      | 12               | 5           |
| 12     | Every Breath You Take - Sting            | Massimo Di Cataldo  | 46        | 5          | 5     | 14      | 7                | 15          |
| 11     | Sugar Sugar - Lorella Cuccarini          | Matilde Brandi      | 32        | 8          | 11    | 5       | 8                | -           |
| 9      | Bum Bum - Irene Grandi                   | Guendalina Tavassi  | 31        | 11         | 7     | 7       | 6                | -           |
| 1      | Qui e là - Patty Pravo                   | Vladimir Luxuria    | 23        | 6          | 6     | 6       | 5                | -           |

- Quarto giudice: Nino Frassica e Lucia Ocone

## Cinque punti dei concorrenti
Ogni concorrente deve dare cinque punti ad uno degli altri concorrenti (oppure a sé stesso). Questi cinque punti, assegnati dopo i punteggi forniti dai membri della giuria (ad eccezione dalla quarta alla settima puntata, dove sono stati forniti prima), contribuiscono a formare la classifica finale e il vincitore di puntata, che viene svelato al termine della stessa.
| Puntata | Agresti     | Bonanno     | Brandi     | Di Cataldo  | Drusian    | Elia       | Ermito  | Luxuria     | Mezzancella | Tavassi    | Todaro      | Vernia      |
| ------- | ----------- | ----------- | ---------- | ----------- | ---------- | ---------- | ------- | ----------- | ----------- | ---------- | ----------- | ----------- |
| 1       | Vernia      | Luxuria     | Tavassi    | Luxuria     | Luxuria    | Elia       | Luxuria | Elia        | Vernia      | Brandi     | Drusian     | Agresti     |
| 2       | Di Cataldo  | Ermito      | Bonanno    | Tavassi     | Brandi     | Bonanno    | Bonanno | Drusian     | Bonanno     | Di Cataldo | Bonanno     | Todaro      |
| 3       | Brandi      | Mezzancella | Drusian    | Elia        | Todaro     | Drusian    | Drusian | Mezzancella | Vernia      | Drusian    | Mezzancella | Mezzancella |
| 4       | Luxuria     | Ermito      | Di Cataldo | Brandi      | Elia       | Elia       | Bonanno | Bonanno     | Todaro      | Tavassi    | Vernia      | Luxuria     |
| 5       | Mezzancella | Tavassi     | Agresti    | Mezzancella | Tavassi    | Di Cataldo | Ermito  | Agresti     | Agresti     | Di Cataldo | Mezzancella | Tavassi     |
| 6       | Tavassi     | Vernia      | Di Cataldo | Drusian     | Di Cataldo | Luxuria    | Todaro  | Tavassi     | Tavassi     | Di Cataldo | Di Cataldo  | Agresti     |
| 7       | Di Cataldo  | Agresti     | Di Cataldo | Agresti     | Di Cataldo | Drusian    | Todaro  | Elia        | Agresti     | Bonanno    | Ermito      | Elia        |

## Classifiche

### Classifica generale
Anche quest'anno la classifica finale è stata determinata, oltre che dai punti guadagnati da ciascun concorrente nelle esibizioni di tutte le puntate, anche da altri 10 punti bonus, assegnati nell'ultima puntata da ogni giudice e dai coach a un concorrente a loro scelta, rispettivamente:
- Vincenzo Salemme: Andrea Agresti
- Loretta Goggi: Mario Ermito
- Giorgio Panariello: Andrea Agresti
- Coach: Andrea Agresti

| Posizione | Concorrente         | Punti |
| --------- | ------------------- | ----- |
| 1         | Antonio Mezzancella | 392   |
| 2         | Alessandra Drusian  | 367   |
| 3         | Roberta Bonanno     | 365   |
| 4         | Giovanni Vernia     | 324   |
| 5         | Massimo Di Cataldo  | 317   |
| 6         | Andrea Agresti      | 314   |
| 7         | Mario Ermito        | 310   |
| 8         | Vladimir Luxuria    | 301   |
| 9         | Antonella Elia      | 253   |
| 10        | Guendalina Tavassi  | 242   |
| 11        | Raimondo Todaro     | 219   |
| 12        | Matilde Brandi      | 206   |

- Antonio Mezzancella vince l'ottava edizione di Tale e quale show.
- Alessandra Drusian è la seconda classificata.
- Roberta Bonanno è la terza classificata.

### Classifica categoria Uomini
| Posizione | Concorrente         | Punti |
| --------- | ------------------- | ----- |
| 1         | Antonio Mezzancella | 392   |
| 2         | Giovanni Vernia     | 324   |
| 3         | Massimo Di Cataldo  | 317   |
| 4         | Andrea Agresti      | 314   |
| 5         | Mario Ermito        | 310   |
| 6         | Raimondo Todaro     | 219   |

- Antonio Mezzancella è il primo classificato della categoria Uomini.
- Antonio Mezzancella, Giovanni Vernia, Massimo Di Cataldo e Andrea Agresti si qualificano alla settima edizione del torneo.
- Mario Ermito e Raimondo Todaro sono eliminati.

### Classifica categoria Donne
| Posizione | Concorrente        | Punti |
| --------- | ------------------ | ----- |
| 1         | Alessandra Drusian | 367   |
| 2         | Roberta Bonanno    | 365   |
| 3         | Vladimir Luxuria   | 301   |
| 4         | Antonella Elia     | 253   |
| 5         | Guendalina Tavassi | 242   |
| 6         | Matilde Brandi     | 206   |

- Alessandra Drusian è la prima classificata della categoria Donne.
- Alessandra Drusian, Roberta Bonanno e Vladimir Luxuria si qualificano alla settima edizione del torneo.
- Antonella Elia, Guendalina Tavassi e Matilde Brandi sono eliminate.

## Tale e quale pop
Come nelle precedenti edizioni, in ogni puntata vi è un piccolo spazio dedicato alla messa in onda di alcuni tra i video inviati dai telespettatori alla redazione del programma, nei quali si cimentano nell'imitazione canora di un personaggio del panorama musicale italiano o internazionale.

## Ascolti
| Puntata | Messa in onda     | Telespettatori | Share  |
| ------- | ----------------- | -------------- | ------ |
| 1       | 14 settembre 2018 | 4 430 000      | 23,24% |
| 2       | 21 settembre 2018 | 4 217 000      | 21,79% |
| 3       | 28 settembre 2018 | 3 967 000      | 20,29% |
| 4       | 5 ottobre 2018    | 4 350 000      | 20,75% |
| 5       | 12 ottobre 2018   | 4 319 000      | 20,84% |
| 6       | 19 ottobre 2018   | 4 527 000      | 22,18% |
| 7       | 26 ottobre 2018   | 4 425 000      | 21,99% |
| Media   | Media             | 4 319 000      | 21,58% |